# Derrick Edwards
Derrick Edwards (ur. 24 maja 1968) – piłkarz z Antigui i Barbudy, grający na pozycji napastnika, trener piłkarski.

## Kariera piłkarska

### Kariera klubowa
Do 2005 występował w SAP FC.

### Kariera reprezentacyjna
W latach 1988–2003 bronił barw narodowej reprezentacji Antigui i Barbudy.

## Kariera trenerska
Po zakończeniu kariery piłkarskiej rozpoczął karierę szkoleniową. Najpierw trenował klub SAP FC. Od 2005 do 2008 prowadził narodową reprezentację Antigui i Barbudy. Od 2009 do 2012 roku kierował Lime Old Road FC.